# Rick Mitchell
Richard ”Rick” Mitchell, född 24 mars 1955 i Sydney, död 30 maj 2021, var en australisk friidrottare som tävlade i kortdistanslöpning.
Mitchell deltog vid tre olympiska spel. Vid Olympiska sommarspelen 1976 blev han utslagen i försöken på 200 meter. På 400 meter gick han vidare till finalen där han slutade på sjätte plats. Han ingick även i stafettlaget på 4 x 400 meter som blev utslaget i försöken.
Vid Olympiska sommarspelen 1980 deltog han bara på 400 meter och blev där silvermedaljör efter sovjets Viktor Markin. Hans sista olympiska start blev Olympiska sommarspelen 1984 där han ingick i stafettlaget på 4 x 400 meter som slutade fyra i finalen.

## Personliga rekord
- 200 meter - 20,8 från 1976
- 400 meter - 44,84 från 1980